# In My Eyes (singel Milk Inc.)
In My Eyes (W Moich Oczach) – piąty singel Milk Inc. nagrany z wokalistką Ann Vervoort. In My Eyes stał się wielki hitem w Belgii, natomiast Francuzom się nie spodobał. Zespół znów zmienił nazwę z La Vache na Milk Inc. 
In my Eyes stało się "złotą płytą". Milk Inc, otrzymali nagrodę znanej belgijskiej stacji radiowej "Donna" za "In My Eyes".

## Teledysk
Ten teledysk nakręcono 18.03.2002 w Liverpoolu w dyskotece.
Clip nie został zrealizowany z Ann lecz z Lindą która dołączyła do grupy w 2000 r.
W tym klipie można zobaczyć Lindę tańczącą na parkiecie i Regiego oglądającego ją z boku. W końcu podchodzi do niej, aby zatańczyć.
Teledysk pod dyrekcją: Damiana Bromleya

## Pozycje na listach
| Kraj(1998)      | Pozycja |
| --------------- | ------- |
| Belgia          | 2       |
| Wielka Brytania | 9       |
| Australia       | 29      |

## Listy utworów i wersje
(Maxi-CD)
(1998)
1. "In My Eyes (DJ Philip Remix)
2. "In My Eyes (Full Guitar Club Edit)
3. "In My Eyes (Radio Edit)
4. "In My Eyes (La France Radio)

(CD-Single)
(Wydany: 1999 )
1. "In My Eyes (Radio Edit)
2. "Inside Of Me (DJ Philip, Wout & Jan Remix)

(CD-maxi Australia)
(Wydany: 2000 )
1. "In My Eyes (Radio Edit)
2. "In My Eyes (Euro Radio Edit)
3. "In My Eyes (Dj Philip Remix)
4. "In My Eyes (Full Guitar Club Edit)

(Uk Edition)
(Wydany: 2002 )
1. "In My Eyes (DJ Philip Radio Edit)
2. "In My Eyes (Flip & Fill Remix)
3. "In My Eyes (Clubstar Edit)
4. "In My Eyes (DJ Philip Remix)

(12' vinyl UK Edition)
(Wydany: 2002 )
1. "In My Eyes (DJ Philip Remix)
2. "In My Eyes (Flip & Fill Remix)
3. "In My Eyes (Clubstar Remix)

(Import)
1. "In My Eyes (DJ Philip Radio Edit)
2. "In My Eyes (DJ Philip Remix)
3. "In My Eyes (Almighty Mix)